# كأس الأطلسي
كأس الأطلسي (بالبرتغالية: Taça do Atlântico‏)، (بالإسبانية: Copa del Atlántico)‏ كانت مسابقة للمنتخبات الوطنية لكرة القدم أقيمت بين عامي 1956 و1976 على أساس غير منتظم، وتنافس عليها فرق كرة القدم الوطنية من أمريكا الجنوبية.
وكانت الفرق المشاركة منتخبات الأرجنتين والبرازيل وباراغواي والأوروغواي. لم تلعب باراغواي في النسخة الأولى من المسابقة. كانت هناك 3 بطولات وفازت بها البرازيل جميعها. في عام 1956، أقيمت مسابقة للأندية بالتوازي مع البطولة الرئيسية، لكن المباراة النهائية بين بوكا جونيورز وكورينثيانز لم تُلعب أبدًا.

## الهدافون
| اللاعب           | الأهداف |
| ---------------- | ------- |
| ماريو كيمبس      | 6       |
| هيكتور سكوتا     | 4       |
| زيكو             | 4       |
| خوسيه سانفيليبو  | 3       |
| أوزفالدو أكينو   | 3       |
| لولا             | 2       |
| ليوبولدو لوكي    | 2       |
| روبيرتو ديناميتي | 2       |
| داريو بيريرا     | 2       |
| إيرنيستو غريلو   | 2       |
| روبن هـ. سوسا    | 2       |

## قائمة الهاتريك
منذ البطولة الرسمية الأولى في عام 1956، تم تسجيل هاتريك في أكثر من 20 مباراة من النسخ الثلاثة للبطولة. سجل أول هاتريك من الأرجنتين خوسيه سانفيليبو خلال كلاسيكو ديل ريو دي لا بلاتا ضد الأوروغواي في 17 أغسطس 1960؛ وكان الأخير من قبل هيكتور سكوتا، الذي سجل هاتريك للأرجنتين، لكن هذه المرة ضد باراغوايفي الفوز 3-2 في 25 فبراير 1976.
| #  | اللاعب          | أ | وقت الأهداف   | مع        | النتيجة | ضد         | البطولة          | التاريخ        | تقرير الفيفا |
| -- | --------------- | - | ------------- | --------- | ------- | ---------- | ---------------- | -------------- | ------------ |
| 1. | خوسيه سانفيليبو | 3 | 48'، 59'، 69' | الأرجنتين | 4–0     | الأوروغواي | كأس الأطلسي 1960 | 17 أغسطس 1960  | التقرير      |
| 2. | هيكتور سكوتا    | 3 | 11'، 38'، 52' | الأرجنتين | 3–2     | باراغواي   | كأس الأطلسي 1976 | 25 فبراير 1976 |              |